# اشک تمساح

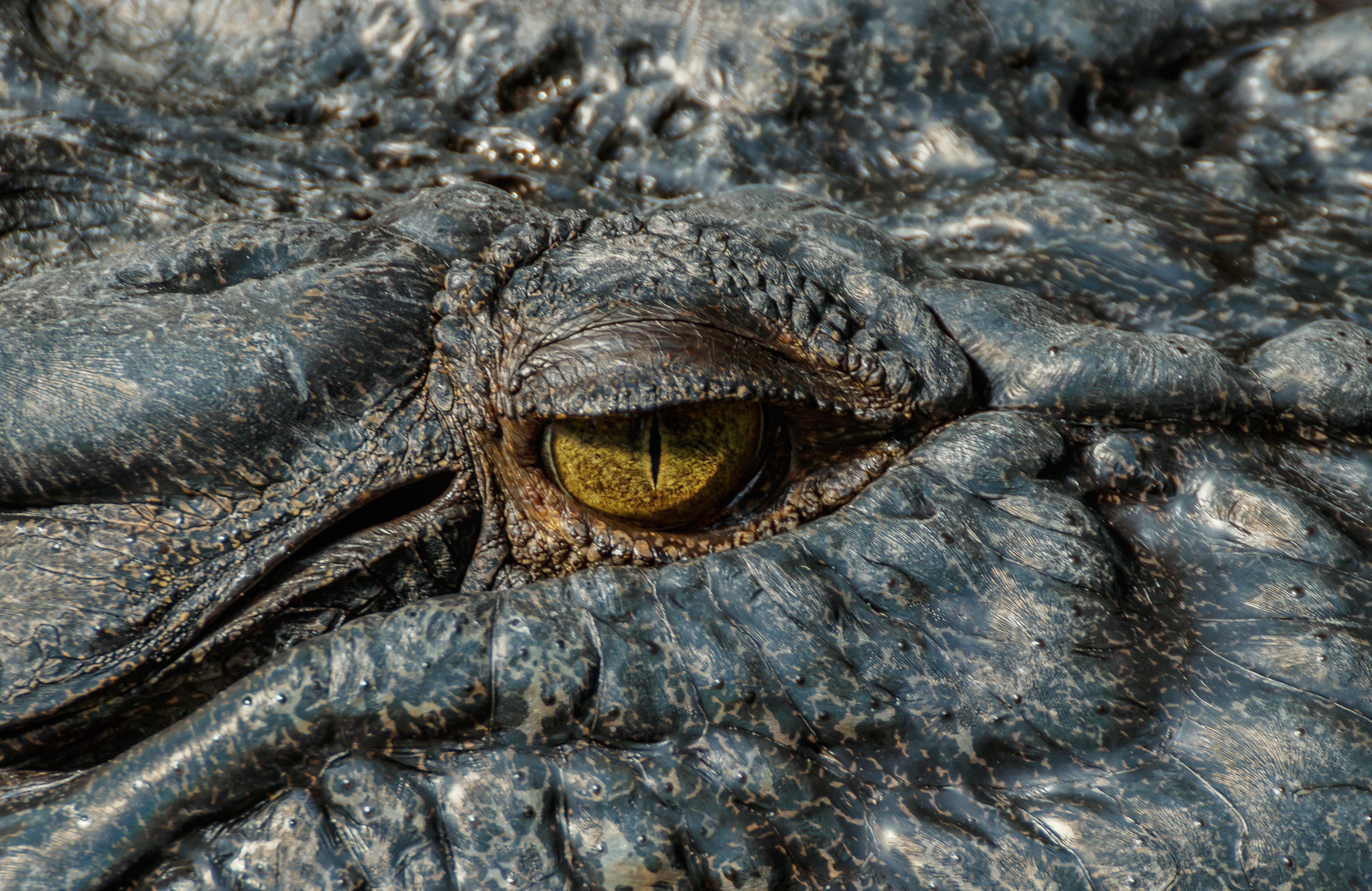
چشم تمساح آب شور

اشک تمساح (یا همدردی ظاهری) اصطلاحی است برای بیان کنایه‌آمیز تاسف‌ها و اشک‌های ریاکارانه و نمایش کاذب و غیرصادقانه از احساسات، مانند گریه فردی دورو و متظاهر که به قصد نشان دادن غم دروغین و اندوه ساختگی اشک می‌ریزد.
این عبارت برگرفته از یک باور قدیمی است که تمساح‌ها هنگام خوردن طعمه خود اشک می‌ریزند و به همین دلیل در بسیاری از زبان‌های مدرن وجود دارد. به ویژه در زبان‌های اروپایی که از طریق زبان لاتین نفوذ کرده‌است. عبارت اشک تمساح در یکی از نمایشنامه‌های ویلیام شکسپیر نیز ذکر شده‌است.
اگرچه تمساح‌ها مجاری اشکی دارند، اما معمولاً هنگامی که مدت زیادی خارج از آب بوده‌اند و چشمانشان شروع به خشک‌شدن می‌کند اشک می‌ریزند تا چشم‌های خود را مرطوب کنند. با این حال، شواهد نشان می‌دهد که اشک ریختن در تمساح‌ها می‌تواند با تغذیه نیز ایجاد شود. برخلاف انسان که قادر به عمل ارتباطی گریه کردن است، تمساح‌ها توانایی اشک ریختن برای ابراز احساسات را ندارند.
«سندرم اشک تمساح» یا سندرم بوگوراد (Bogorad's syndrome) عارضه‌ای است که باعث می‌شود افراد در هنگام مصرف غذا اشک بریزند، بنابراین با استناد به شرح فوق به این نام نامیده شده‌است.